# Albrecht Immanuel Driesenthal
Albrecht Immanuel Driesenthal (* 10. Juni 1724 in Cammin i. Pom. in Hinterpommern; † 30. September 1781) war ein deutscher evangelischer Theologe.
Driesenthal wurde 1754 Prediger in Clanin und war seit 1762 Schlossprediger in Stolp.